# Dagmar Havlová
Dagmar Havlová (rozená Veškrnová, * 22. března 1953 Brno) je česká herečka a filantropka. V roce 1997 se stala manželkou českého prezidenta Václava Havla a první dámou České republiky. Od roku 2016 používá jméno Dagmar Havlová Veškrnová.

## Životopis
Narodila se v rodině hudebního skladatele Karla Veškrny (30. prosince 1919 – 15. července 1998) a jeho ženy Markéty (15. dubna 1922 – 30. prosince 2013) v domě své babičky v Brně-Husovicích. Rodina žila v bytovém domě v Brně-Židenicích naproti židenickým kasárnám. Starší sestra Eva Veškrnová (* 1948) působila jako operetní herečka v Brně. Roku 1971 ukončila maturitou studia na státní konzervatoři v Brně, následně studovala činoherní herectví na Janáčkově akademii múzických umění v Brně, které absolvovala v roce 1975.
V Brně účinkovala v Divadle na provázku. Po příchodu do Prahy byla stálou členkou Divadla Jiřího Wolkera a účinkovala také v Semaforu. Její jméno figuruje na seznamu signatářů prohlášení Anticharty. Od roku 1979 vystupovala v Divadle na Vinohradech, jehož se stala členkou. Po sňatku s Václavem Havlem své působení v divadle přerušila. V roce 2005 se po 11leté pauze opět navrátila na divadelní scénu účinkováním ve hře Israele Horovitze Chvíle pravdy.

### Divadlo
Mezi její nejvýraznější jevištní výkony se zařadily Jana v Anouilhově Skřivánkovi, Kateřina v Shakespearově Zkrocení zlé ženy, Lady Macbeth, titulní postavy v Ionescově Macbethovi, Gazdině robě, ve Strindbergově Královně Kristině, v Horovitzově Chvíli pravdy. Vystupovala také jako Ibsenova Rebeka nebo Baronka Castelliová v Krležově Rodu Glembayů.

### Film
Ve filmu si zahrála poprvé v roce 1974, a to v komedii Juraje Herze Holky z porcelánu. Pro její filmovou kariéru jsou charakteristické vážné, komediální a tragikomické role, celkem natočila více než 60 filmů a 350 televizních inscenací. V roce 2011 ztvárnila Irenu, přítelkyni odcházejícího kancléře Riegera, v komediálním dramatu Odcházení, který se stal režijním debutem Václava Havla. Objevila se také ve snímcích Normal a Šťastný nový rok 2: Dobro došli. Hlavní ženskou roli si zahrála v televizních filmech Kanadská noc a Případu Roubal. V roce 2013 také televize uvedla pokračování seriálu Sanitka 2, ve kterém ztvárnila jednu z hlavních postav.

### První dáma
Za Václava Havla se provdala 4. ledna 1997 na žižkovské radnici, necelý rok po smrti jeho předchozí choti Olgy Havlové. Jako první dáma mimo jiné doprovázela manžela při jeho pracovních povinnostech a začala se věnovat charitě. Společně založili Nadaci Dagmar a Václava Havlových VIZE 97.

### Terasy Barrandov

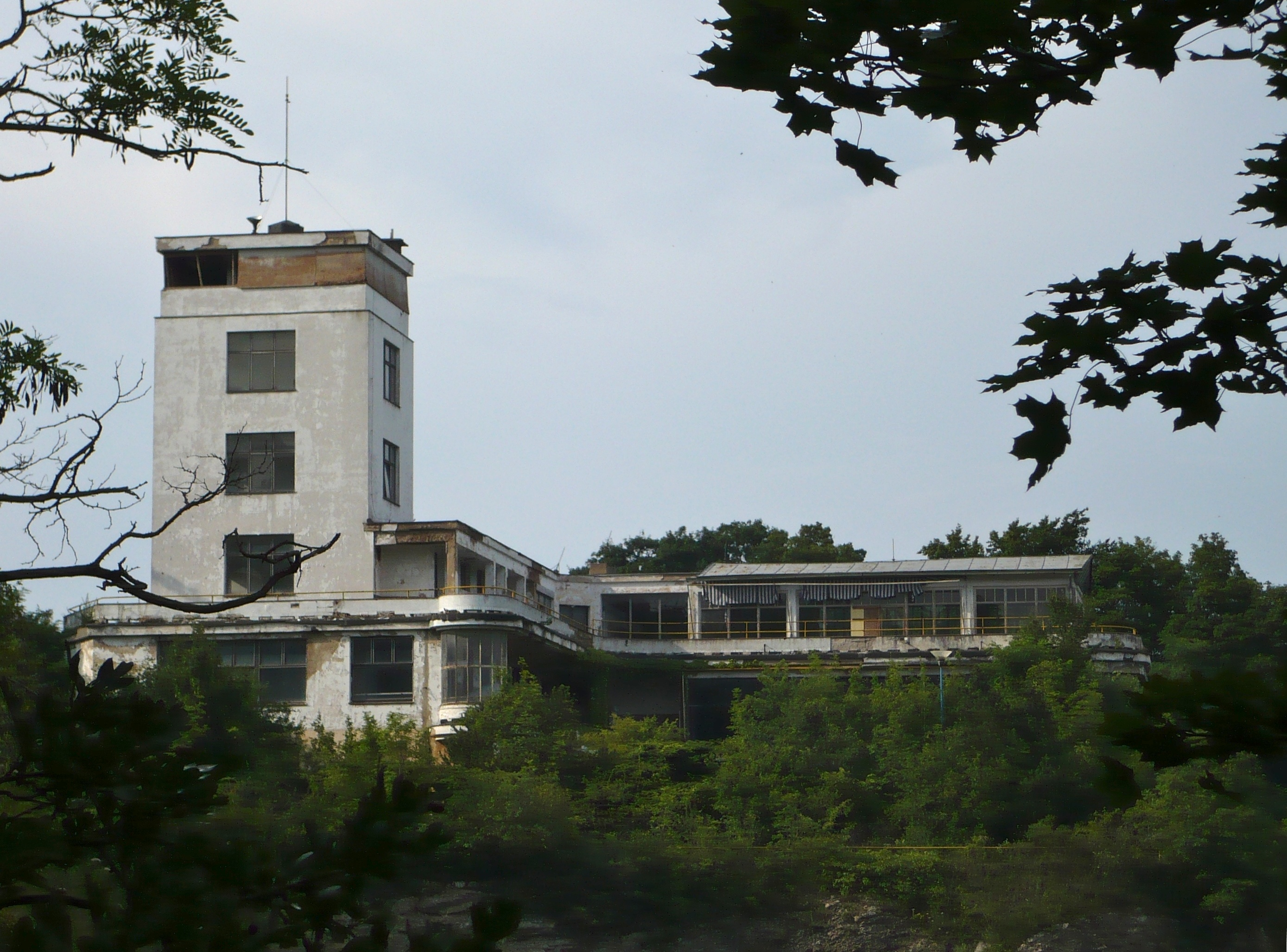
Vyhlídková restaurace Terasy

V roce 2001 se stala jedinou majitelkou památkově chráněné vyhlídkové restaurace Terasy na pražském Barrandově. Nemovitost vložila do společnosti Barrandovské terasy, a.s. Roku 2003 prodala akcie společnosti libereckému podnikateli s řeckými kořeny Michalisi Dzikosovi.

### Děti
Z prvního manželství s Radvítem Novákem (1952–2015), kterého si vzala v Brně v roce 1975, má dceru Ninu, vdanou Smitovou (* 1976), která roku 2004 absolvovala pražskou právnickou fakultu a po třech letech se stala justiční čekatelkou. V roce 2015 pak byla jmenována soudkyní Obvodního soudu pro Prahu 1.

## Nadační aktivity
V roce 1997 založila nadaci Vize 97, která se o rok později sloučila s Nadací pro rozvoj Pražského hradu a přijala nový název Nadace Dagmar a Václava Havlových VIZE 97, kde je předsedkyní Správní rady. Nadace působí ve čtyřech oblastech, v oblasti sociální, zdravotnické, vzdělávací a kulturní.
V roce 1997 uspořádala sedm nadačních představení Královny Kristiny. Výtěžek v hodnotě téměř 5 milionů Kč věnovala na výstavbu domova pro staré lidi v povodněmi postižených oblastech Moravy.
V rámci nadace se od roku 1997 podílela mimo jiné na celoplošném pokrytí prevence rakoviny tlustého střeva, jehož výsledkem je bezplatné preventivní vyšetření pro všechny občany České republiky nad 45 let věku. V den narozenin manžela Václava Havla zavedla tradiční předávání Ceny Nadace VIZE 97 významným domácím i zahraničním osobnostem.
V rámci projektu Fond porozumění dlouhodobě podporuje Domov sv. Rodiny pro mentálně postižené a Domov sv. Karla Boromejského pro seniory.
S Karlem Schwarzenbergem, Zdeňkem Bakalou a Miloslavem Petruskem spoluzaložila v roce 2004 Knihovnu Václava Havla.
Je členkou Femmes d’Europe a čestnou předsedkyní českého výboru UNICEF. Je aktivní členkou řady dalších českých i mezinárodních charitativních organizací.
Dne 5. prosince 2005 založila Mikulášský charitativní bazar a přizvala ke spolupráci deset neziskových organizací z celé České republiky.
Založila také botanickou zahradu na zámku v Lánech. Vzácné dřeviny věnovaly do arboreta osobnosti z České republiky i ze zahraničí. Expozice je situovaná v areálu firmy Botanicus v Ostré u Lysé nad Labem. Zapojila se do boje proti rasové nesnášenlivosti a diskriminaci.

## Ocenění
Získala celou řadu ocenění za herecké výkony a charitativní činnost.
- 1975 – Zlaté slunce, cena za nejlepší ženský herecký výkon – Holky z porcelánu
- 1976 – Zlaté slunce, cena za nejlepší ženský herecký výkon – Holka na zabití
- 1982 – Ocenění pro nejlepší herečku, MFF v Bratislavě
- 1997 – Velká stuha Řádu renesance (Grand Cordon of Al Nahda Decoration), udělená během státní návštěvy Jordánska v září 1997, jako druhé nejvyšší státní vyznamenání
- 2001 – Cena Niky
- 2001 – Cena Masarykovy akademie umění za herectví
- 2003 – Osobnost města Brno – Židenice
- 2004 – American friends of the Czech Republic
- 2004 – Hrnec smíchu za celoživotní přínos filmu, Polsko
- 2005 – Hercova mise za celoživotní herecké mistrovství, MFF Trenčianské Teplice
- 2007 – Cena za přínos české komedii, Novoměstský hrnec smíchu
- 2009 – Cena "Smích léčí", ONKOCET EUROPE o.p.s.
- 2013 – American Friends of the Czech Republic (Američtí přátelé České republiky) za vynikající vedení Nadace VIZE 97 a významné přínosy pro zlepšení občanské společnosti
- 2014 – Cena TýTý, nejoblíbenější Herečka a Absolutní vítěz všech kategorií
- 2014 – Cena vinohradského diváka August za nejlepší ženský herecký výkon sezony za Ibsenovu Rebeku
- 2016 – Cena vinohradského diváka August za nejlepší ženský herecký výkon sezony za Krležovu baronku Glembayovou-Castelli
- 2016 – Zlatý střevíček Zlín Film Festivalu za mimořádný přínos kinematografii pro děti a mládež
- 2018 – Cena vinohradského diváka August za nejlepší ženský herecký výkon sezony za roli Kostelničky v Její pastorkyni Gabriely Preissové
- 2020 – Přítel míru mezinárodního projektu "Strom pokoja" (anglicky: Tree of Peace) a také patronka pro Českou republiku. Zakladatelem ocenění je spolek Servare et Manere[18][19]

## Členství
- členka mezinárodní charitativní organizace Femmes d'Europe, sídlící v Bruselu
- členka mezinárodní Nadace na ochranu zvířat RCPCA
- čestná předsedkyně Společnosti pro záchranu Národní knihovny v Praze
- čestná předsedkyně - patronka Českého výboru UNICEF
- členka správní rady Konta náročných operací
- čestná předsedkyně Společnosti Vítězslavy Kaprálové
- členka a spolupracovnice rady Počítače proti bariérám při Chartě 77 pro mentálně postižené
- čestná členka Evropské unie umění, diplom a cena MAU Masarykovy akademie umění za herecké umění
- čestná členka organizace Helppes, soustřeďující se na výcvik asistenčních psů pro postižené spoluobčany
- čestná členka České gastroenterologické společnosti Jana Evangelisty Purkyně
- členka Etické komise České lékařské komory[20]
- členka Společnosti přátel PEN klubu od roku 2001
- členka Board of Advisorsinstituce Educational Initiative for Central and Eastern Europe
- členka výboru International Committee of Woman Leaders for Mental Health při presidentské knihovně J. Cartera
- zakladatelka a členka správní rady Knihovny Václava Havla, o.p.s.[21]
- členka správní rady AMU[22]
- čestná členka Společnosti pro gastrointestinální onkologii (SGO) České lékařské společnosti Jana Evangelisty Purkyně

## Filmografie

### Herecká filmografie
- 1974 – Holky z porcelánu (Dana)
- 1975 – Táto, něco bouchlo (dcera majitele domu)
- 1975 – Tak láska začíná ... (Helena Vlášková)
- 1975 – Holka na zabití (Anna)
- 1976 – Zítra to roztočíme, drahoušku…! (Naďa, neteř Bartáčkových)
- 1976 – Den pro mou láska (nevěsta)
- 1976 – Parta hic (Kynkalová)
- 1976 – To byla svatba, strýčku! (nevěsta Maruška)
- 1976 – Půjčka (Ivana Pavlíková)
- 1976 – Třicet případů majora Zemana (Julie Formanová)
- 1977 – Zrcadlení (Renata)
- 1977 – To je ta muzika
- 1977 – Jak se točí Rozmarýny (její asistentka Drahuška)
- 1977 – Rusalka (kuchta)
- 1977 – Případ hodného vedoucího (Jarka Skoumalová)
- 1977 – Nemocnice na kraji města (Kabíčková)
- 1977 – Prokleté dědictví
- 1978 – Lvi salonů (Helena)
- 1978 – Já už budu hodný, dědečku! (herečka Helenka Tichá)
- 1978 – Prodaná babička (Jarmila Pejšová, provdaná Hulatová)
- 1978 – Ježčí kůže (komorná Maryška)
- 1978 – Hejkal (Baruška)
- 1978 – Domácí strava je domácí strava (Eva)
- 1978 – Báječní milenci potřebují čas
- 1978–1988 – Bakaláři (Hanka Kučerová / maminka)
- 1978 – Úplně beznadějný případ (Ilona Hamousová)
- 1978 – Šaty po tetě
- 1979 – Žena pro tři muže
- 1979 – Vdovcovy intimní večery (Jarmilka)
- 1979 – Poprask na silnici E 4 (Helenka)
- 1979 – O vysoké věži (Anče)
- 1979 – Lustr (Irena Jelínková)
- 1979 – Hezký Štědrý večer (Oldřiška Zmatlíková)
- 1979 – Upír ve věžáku (Eva Bendová)
- 1979 – O hruškách ušatkách a jablíčku parožátku (Amálka)
- 1979 – Silvestr svobodného pána (Monika)
- 1979 – Dívka světových parametrů (Karolína)
- 1980 – Trhák (Kalinova dcera)
- 1980 – Příliš mladí na lásku (Jiřina Veselá)
- 1980 – Panenka (Marjorie Gormannová)
- 1980 – Tchán (Štěpánka)
- 1980 – Co je doma, to se počítá, pánové ... (Naďa, neteř Bartáčkových)
- 1980 – Něco je ve vzduchu (matka)
- 1980 – Muž s puškou (Naděžda, Šadrinova žena)
- 1980 – Blázni, vodníci a podvodníci (Zuzana)
- 1980 – A máte nás, holky, holky v hrsti (Eva)
- 1981 – Víkend bez rodičů (Magda, Milanova milenka)
- 1981 – Upír z Feratu (Mima)
- 1981 – Sluníčko na houpačce (Ryšánková, Matějova matka)
- 1981 – Písemky
- 1981 – Křtiny (sekretářka Martina)
- 1981 – Buldoci a třešně (dáma)
- 1981 – Mezičas (Sylva)
- 1982 – Poslední propadne peklu (děvečka Keruše)
- 1982 – Doktor z vejminku (Jiřina Vyhnálková, účetní JZD)
- 1982 – Hlavní výhra (Miluška)
- 1982 – Slečna se špatnou pověstí (Alena Smrčková)
- 1983 – Síť na bludičku (Sandy)
- 1983 – O závojích bez nevěst
- 1983 – Ohnivé ženy (Magdalena – farská kuchařka)
- 1983 – Návštěvníci (Alice Bernauová, matka Adama)
- 1983 – Anulka a pan Pětiočko (hastrmanka Plavuně)
- 1983 – Slané pohádky – díl O závojích bez nevěst
- 1984 – Oči pro pláč (prodavačka Špičková)
- 1984 – Komediant (herečka Klementýna)
- 1984 – Barrandovské nokturno aneb Jak film zpíval a tančil (zpěvačka kupletu)
- 1984 – Deux ex machina
- 1984 – Rozpaky kuchaře Svatopluka (kuchařka Sylva)
- 1984 – Bandité (Fiorella, Falsacappova dcera)
- 1984 – Jak se tančí brumbambule (kuchařka Katka)
- 1984 – Bambinot (zdravotní sestra Marcelka)
- 1985 – Zastihla mě noc (Maryčka)
- 1985 – Slavné historky zbojnické (vdova Graselová)
- 1985 – Princezny nejsou vždycky na vdávání (Madlenka)
- 1985 – Hrabě Luxemburg
- 1986 – Zkrocení zlého muže (Krausová)
- 1986 – Veselé Vánoce přejí chobotnice (Andrea)
- 1986 – Velká filmová loupež (asistentka Dolores zvaná Doly)
- 1986 – Dva na koni, jeden na oslu (Perchta)
- 1986 – Můj hříšný muž (Marta)
- 1986 – Chobotnice z II. patra (Andrea Holanová)
- 1986 – O princezně na klíček (Bombelesová)
- 1986 – Zlá krev (Růžena Pecoldová)
- 1986 – Španělská paradontóza (Karla)
- 1986 – Sardinky aneb Život jedné rodinky (Zdeňkova sestra Marcela)
- 1986 – Ohnivé ženy se vracejí (Magdalena)
- 1986 – Hvězdy nad Syslím údolím (MUDr. Diana Filipová)
- 1986 – Peníze a krev
- 1986 – Malý pitaval z velkého města (Jiřinka)
- 1987 – Přátelé Bermudského trojúhelníku (Markéta)
- 1987 – Žena v trysku století
- 1987 – Ohnivé ženy mezi námi (farská kuchařka Magdalena)
- 1987 – Fanynka (Fanynka)
- 1987 – Děvče za všechny peníze (Alice)
- 1988 – Anděl svádí ďábla (Truda)
- 1988 – Strom pohádek – díl Rozhodni obraze krásný (vypravěčka)
- 1988 – Strom pohádek – díl Bez práce nejsou koláče (vypravěčka)
- 1988 – Putování po Blažených ostrovech (Armina)
- 1988 – Cirkus Humberto (Antoinette Humbertova-Berwitzová)
- 1988 – Sedm sestřiček (Fanynka)
- 1988 – O princi Bečkovi (Emilka)
- 1988 – Malé dějiny jedné rodiny (nepříjemná účetní Stavebnin Blanka)
- 1988 – My se vlka nebojíme (Bumcajda)
- 1989 – Sedm bílých plášťů (Ema Suchá)
- 1989 – Přátelská výpomoc (Naďa)
- 1989 – Než poznáš první úsměv (sociální pracovnice Cimická)
- 1989 – Království stromů (čarodějnice Dřevomorka)
- 1989 – Jedno jaro v Paříži aneb Krvavá Henrieta
- 1990 – Přísahám a slibuji (Elka)
- 1990 – Zvonokosy (Jarmila Macarátová)
- 1990 – Plivník
- 1990 – O babě hladové
- 1991 – Zpověď Dona Juana
- 1991 – Láska zlatnice Leonetty
- 1991 – Hřbitov pro cizince (Irma Semerádová)
- 1991 – Území bílých králů (Klepetková)
- 1992 – Lepší je být bohatý a zdravý než chudý a nemocný (Ester)
- 1992 – Podivné jméno pro psa (FAMU) (Elena)
- 1992 – La Peur
- 1992 – Jaké vlasy má zlatovláska (Hastrmanová)
- 1992 – V Praze bejvávalo blaze
- 1992 – Noc pastýřů (Rybová)
- 1992 – Klíče na neděli (Dana)
- 1992 – Dědictví aneb Kurvahošigutntag (Vlasta)
- 1993 – Zázračné dítě (Markova matka)
- 1993 – Podivné jméno pro psa
- 1994 – Gazdina roba (divadelní záznam) (krajčířka Eva)
- 1994 – Divadelní román
- 1994 – Bylo nás pět (maminka Bajzová)
- 1995 – Kulihrášek a zakletá princezna (maminka)
- 1995 – Když se slunci nedaří (MUDr. Šnajberková)
- 1995 – Hříchy pro diváky detektivek (zpěvačka Dáša)
- 1995 – Bubáci pro všední den
- 1995 – Vodnická čertovina (Nitková)
- 1995 – Andělský smích (Dadul)
- 1996 – Jak se dělá opera (Barbara / guvernantka)
- 1997 – Život na zámku (Esperková)
- 2008 – Chvíle pravdy (divadelní záznam)
- 2008 – Kanadská noc (Klára Vránová)
- 2009 – Normal (Marie Kurten)
- 2010 – Višňový sad (divadelní záznam) (majitelka panství Ljubov Raněvská)
- 2011 – Odcházení (Irena)
- 2011 – Marie Stuartovna (divadelní záznam) (Marie Stuartovna, královna skotská)
- 2012 – Šťastný smolař (paní Štěstěna)
- 2012 – Setkání s hvězdou: Dagmar Havlová (Klára / Tony / Tereza)
- 2012 – Nejlepší Bakaláři – díl Žhářka
- 2013 – Sanitka II (doktorka Foldynová)
- 2013 – Nevinné lži – díl Byl lásky čas (dcera Kristýna)
- 2014 – Dědictví aneb Kurvaseneříká (Vlastička)
- 2014 – Cyrano!! Cyrano!! Cyrano!! (divadelní záznam) (Roxana)
- 2018 – Její pastorkyňa (divadelní záznam) (Kostelnička)
- 2019 – Vlastníci (paní Horvátová)

### Dokumentární
- 1998 – Sedmnáct měsíců Dagmar Havlové
- 2000 – Bohemia docta aneb Labyrint světa a lusthauz srdce
- 2007 – Občan Havel
- 2008 – VIZE 97
- 2008 – Po stopách hvězd
- 2010 – Dagmar Havlová na TV Prima
- 2013 – Zuzana Michnová - Jsem slavná tak akorát

### TV pořady
- 1978 – Silvestr hravý a dravý
- 1979 – Písničky z celuloidu
- 1980 – Než se zvedne opona
- 1982 – Románek za tři krejcary
- 1986 – Písničky pro magnetoskop aneb Haló, tady Orchestr a balet Čs. televize
- 1987 – Abeceda
- 1993 – Když nemůžu spát
- Na plovárně
- 1998 – Sama doma
- 1999 – Noc s Andělem
- 2002 – Divadlo žije!
- 2004 – Tak se ukaž, Silvestře
- 2005 – Ceny Thálie 2004
- 2005 – Banánové rybičky – díl Jak využít roli
- 2006 – Hitparáda televizní zábavy
- 2006 – Hvězdný reportér
- 2008 – Hvězda mého srdce
- 2009 – Český lev 2008
- 2009 – Česká Miss 2009
- 2009–2011 Top star magazín
- 2010 – TOP STAR Extra
- 2010 – Což takhle dát si Janžurku!
- 2010 – Česká Miss 2010
- 2010 – Oko nad Prahou
- 2010–2011 VIP zprávy
- 2011 – Všechno nejlepší
- 2011 – Česká Miss 2011
- 2012 – Český lev 2011

### Dabing
- 1976 – Já, Claudius – (Scylla)

## Divadlo

### Vybrané divadelní role
- JAMU
  - 1968 – Broučci (Verunka)
  - 1971 – Doktor Causy (Děvče)
  - 1974 – Radúz a Mahulena (Ženy)
  - 1974 – Evžen Oněgin (Taťána)
  - 1974 – Kotevní náměstí (Anna Petrovna)
  - 1975 – První den svobody (Inge)
- Státní konzervatoř
  - 1970 – Skřivánek (Jana)
- Divadlo na provázku
  - 1974 – Profesionální žena (Soňa Čechová)
- Divadlo Jiřího Wolkera
  - 1975 – Dlouhý, Široký a Bystrozraký (zakletá princezna)
  - 1975 – Tajemný doktor Ox (Suzela)
  - 1977 – Bumbaraš aneb Paličák (Varvara)
  - 1978 – Kterak se o princeznu čert pokoušel (princezna Cecilka)
  - 1978 – O Slunečníku, Měsíčníku a Větrníku (Černovláska)
  - 1978 – Ošklivá princezna (ošklivá princezna Elena)
  - 1978 – Zkrocení zlé ženy (Kateřina)
  - 1979 – Ze života hmyzu (Motýlice Iris / Chrobačka / Zaječice)
- Divadlo na Vinohradech
  - 1979 – My, níže podepsaní (Alla Šindinová)
  - 1980 – Lištičky (Alexandra)
  - 1980 – Poslední záblesk (Colette)
  - 1980 – Svatba Krečinského (Lidočka)
  - 1981 – Sviť, sviť, má hvězdo (Margareta)
  - 1981 – Jedenácté přikázání (Františka)
  - 1982 – Diamantoví kluci (Marta)
  - 1982 – Dalskabáty, hříšná ves (Dorotka)
  - 1983 – Krajnice báječných cest (Darina)
  - 1984 – Zločin a trest (Nastasja Filipovna)
  - 1985 – Rafani (Marta)
  - 1985 – Spartakus (Varinia)
  - 1986 – Den delší než století (Ajzada)
  - 1987 – Krysař (Lora)
  - 1987 – Jedna jaro v Paříži (Jeanett)
  - 1987 – Lov divokých kachen (Věra)
  - 1988 – Taková ženská na krku (Lucette)
  - 1989 – Mistr a Markétka (Hela)
  - 1989 – Hlasy ptáků (Yveta)
  - 1991 – Macbett (Lady Macbett / Lady Duncanová / Čarodějnice)
  - 1992 – Gazdina roba (Eva)
  - 1992 – Duše krajina širá (Adéla)
  - 1994 – Chvála prostopášnosti (Smolička)
  - 1995 – Královna Kristina (královna Kristina)
  - 2006–2010 – Chvíle pravdy (Kathleen)
  - 2008 – Višňový sad (Ljubov Raněvská)
  - 2010–2013 – Marie Stuartovna (skotská královna Marie Stuartovna)
  - 2011–2014 – Cyrano!! Cyrano!! Cyrano!! Postmuzikál (Roxana)
  - 2013–2014 – Rebeka (Rosmersholm) (Rebeka)
  - 2014–2017 – Rod Glembayů (Baronka Castelliová-Glembayová)
  - 2016 – Její pastorkyňa (Kostelnička)
  - 2018 – Lev v zimě (Eleonora, manželka anglického krále Jindřicha II.)
  - 2020 – Návštěva staré dámy (Klára Zachanassianová)
- Švandovo divadlo
  - 2008 – Chvíle pravdy (Kathleen)
- Studio DVA divadlo
  - 2006–2010 – Chvíle pravdy (Kathleen)